# Pu Ru
Pu Ru o Puru (xinès: 溥儒; pinyin: Pǔ Rú), també conegut com a Pu Xinyu (a partir de 1911), fou un pintor i cal·lígraf contemporani xinès que va viure a finals de la dinastia Qing i de la República (1911).
El príncep Pu Ru va néixer el 30 d'agost de 1896 a Pequín i va morir el 1963 a Taipei a conseqüència d'un càncer limfàtic. Membre del clan imperial manxú Aisin Gioro. Fill del príncep Gong. I de la seva segona esposa, la Dama Xiang. Era cosí del darrer emperador de la Xina, Puyi, el candidat dels Gioro que va arribar finalment al tron. Va estudiar a Berlín i de tornada a la Xina es retirà a les muntanyes amb la mare i un germà, dedicat a l'estudi en un monestir. A diferència de Puyi, va ser contrari a la col·laboració amb els invasors japonesos. El 1947 va ser nomenat per Chianf Kai-shek com a representant de la minoria manxú a l'Assemblea Nacional Constituent. Arran de l'avenç dels comunistes fugí a Taiwan on es va guanyar la vida venent pintures i obres cal·ligràfiques. El 1949 fou professor a la Universitat Normal (Departament de Belles Arts).
Pu ha estat considerat com un gran mestre de l'art integral xinès. El temes de les seves obres eren flors i paisatges. La seva pintura, però, no arriba al gran nivell de la cal·ligrafia. Entenia la pintura fruit d'un alt grau de paciència i disciplina. El seu estil elegant i natural tenia característiques individuals. Una exposició amb obres seves es va exhibir a Europa als anys trenta. Amb Huang Junbi fou un defensor de la tradició clàssica a Taiwan.